# New Orleans Jazz & Heritage Festival
Het New Orleans Jazz & Heritage Festival, gewoonlijk Jazz Fest of Jazzfest genoemd, is een jaarlijks muziekfestival dat wordt gehouden op de Fair Grounds Race Course in New Orleans. Jazz Fest trekt elk jaar honderdduizenden bezoekers naar New Orleans. Het Jazz Fest begon in 1970 als een klein muzikaal gebeuren met de focus op de erfgoedmuziek van New Orleans en Louisiana (jazz, dixieland, cajun) en is later uitgegroeid tot een van de grootste muziekfestivals in de Verenigde Staten.  
De officiele naam van het festival is New Orleans Jazz & Heritage Festival and Foundation Inc. Deze stichting werd in 1970 opgericht als een non-profitorganisatie (NPO). De stichting is de oorspronkelijke organisator van het festival, dat wordt gesponsord door Shell Oil.

## Oprichting
De oprichting van het festival dateert van 1970, hoewel al vanaf 1962 pogingen gedaan werden om het festival van de grond te krijgen. George Wein, een jazzmagnaat en oprichter van het Newport Jazz Festival en het Newport Folk Festival in Rhode Island, werd gevraagd als organisator. Omdat hij met een Afro-Amerikaanse getrouwd was, stuitte dit in het raciale stadsbestuur op problemen. Met de steun van Allen en Sandra Jaffe van Preservation Hall, die veel goede lokale contacten hadden, kwam het festival eindelijk van de grond.

## Groei van het festival
Weins visie was eenvoudig: hij wilde een soort jaarmarkt met meerdere podia met een breed scala aan lokale muziekstijlen, eetkraampjes uit de Louisiana-keuken en kunst- en handwerkkraampjes, evenals een avondconcertreeks die iedereen zou aanspreken. Het eerste festival vond plaats in het Louis Armstrong Park (bij Congo Square) en trok slechts 350 bezoekers, maar was wel een artistiek succes. De toegangsprijs was 3 dollar, headliner was Mahalia Jackson, optredens waren er van de New Orleansers Fats Domino, Clifton Chenier, Al Hirt, Roosevelt Sykes, Snooks Eaglin, evenals de toen beginnende The Meters. Enige gast, d.w.z. een niet-autochtoon New Orleanser, was Duke Ellington. Nadat het Jazz Fest in 1972 naar het binnenveld van de Fair Grounds Race Course was verhuisd, zou het snel uitbreiden naar een terrein van 145 hectare. In 1975 telde het festival naar verwachting 80.000 bezoekers.
Van 1976 tot 1978 breidde het Jazz Fest zich uit naar twee volle weekenden en in 1979, ter gelegenheid van het 10-jarig jubileum, plande het festival drie weekenden. Aan het begin van de jaren tachtig maakte het Jazz Fest een enorme populariteitsgroei door en kreeg het brede bekendheid als een van 's werelds grootste culturele manifestaties. In 1984 verkreeg het festival voor een eigen radiozender: WWOZ. Eind jaren tachtig woonden ruim 300.000 mensen de Heritage Fair, avondconcerten en workshops bij. In 2017 waren er over de 7 festivaldagen 425.000 bezoekers.
In 2019 werd het 50-jarig bestaan gevierd, in 2020 en 2021 werd het festival als gevolg van de Covid-19epidemie afgelast. Voor 2024 van 25 april tot 5 mei staan The Rolling Stones bovenaan in de line-up poster.

## Artiesten

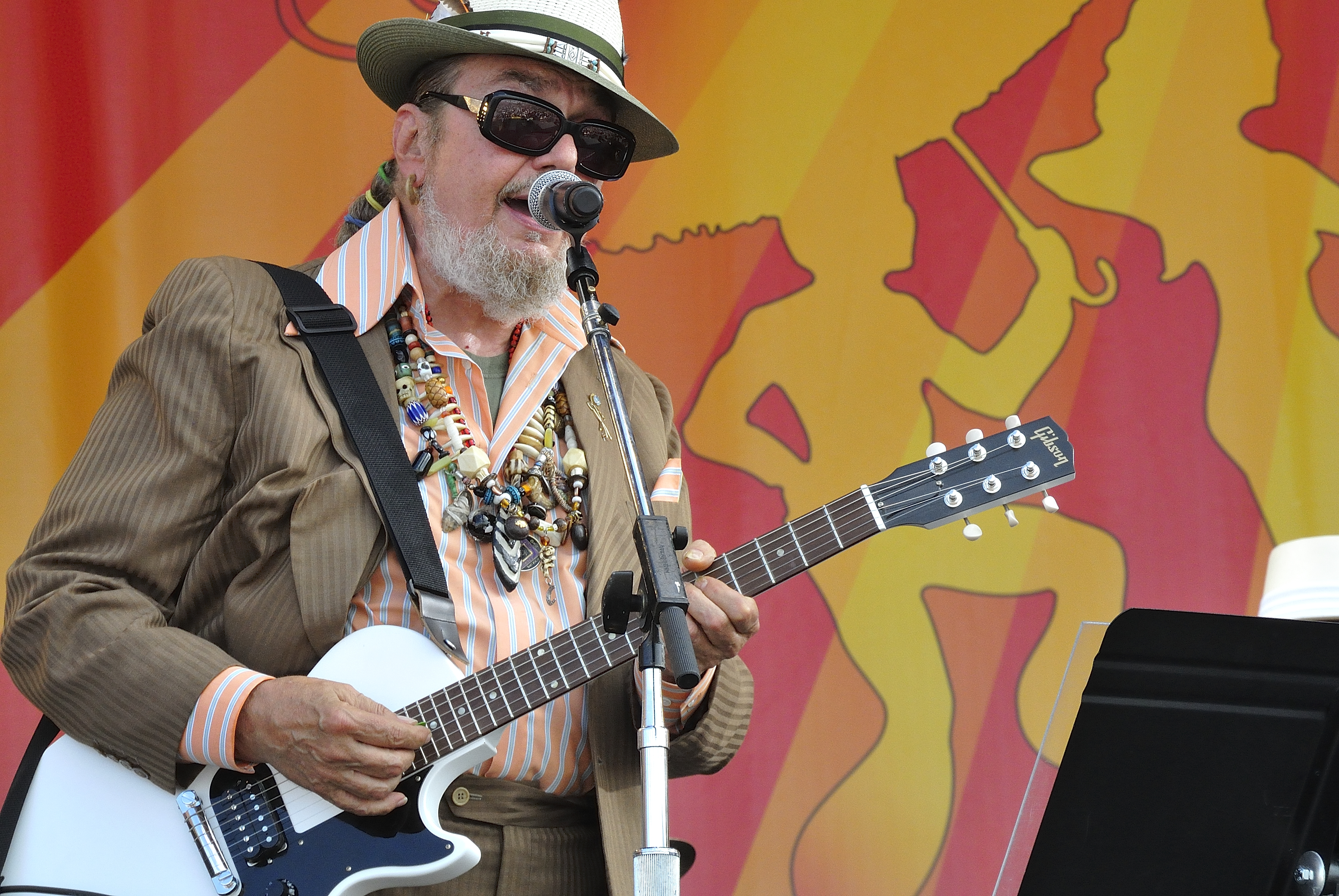
Dr. John treedt op in 2012

Na de oprichting bracht het festival in de beginjaren voornamelijk muzikanten en artiesten uit het muzikale erfgoed van New Orleans en Louisiana, met een enkele gast van buiten New Orleans. In 1971 was de headliner Dizzy Gillespie en gaf Woody Allen een klarinetconcert. Later werd het festival commerciëler en bracht het ook internationale popsterren, zoals in 1984 Roy Orbison en Johnny Rivers. In 1987 waren er optredens van The Band en de Four Tops. In 1993 waren er Bob Dylan en The Allman Brothers Band. Vanaf 2004 werd het aandeel van popartiesten groter. In 2006 trad Bruce Springsteen op, in 2011 Robert Plant en in 2012 de Foo Fighters. Het 50-jarig bestaan van het festival, was het festival van de artiesten, die niet kwamen, The Rolling Stones moesten afzeggen vanwege een hartklepoperatie van Mick Jagger, hun vervangers Fleetwood Mac evenzo vanwege een griep van Stevie Nicks. Veel populaire muzikanten uit New Orleans hebben gedurende een lange periode elk jaar op het festival gespeeld, zoals The Neville Brothers, Dr. John, Ellis Marsalis en zijn familie en de swamprockers van de Radiators.

## Podia
- The Acura Stage – Hoofdpodium

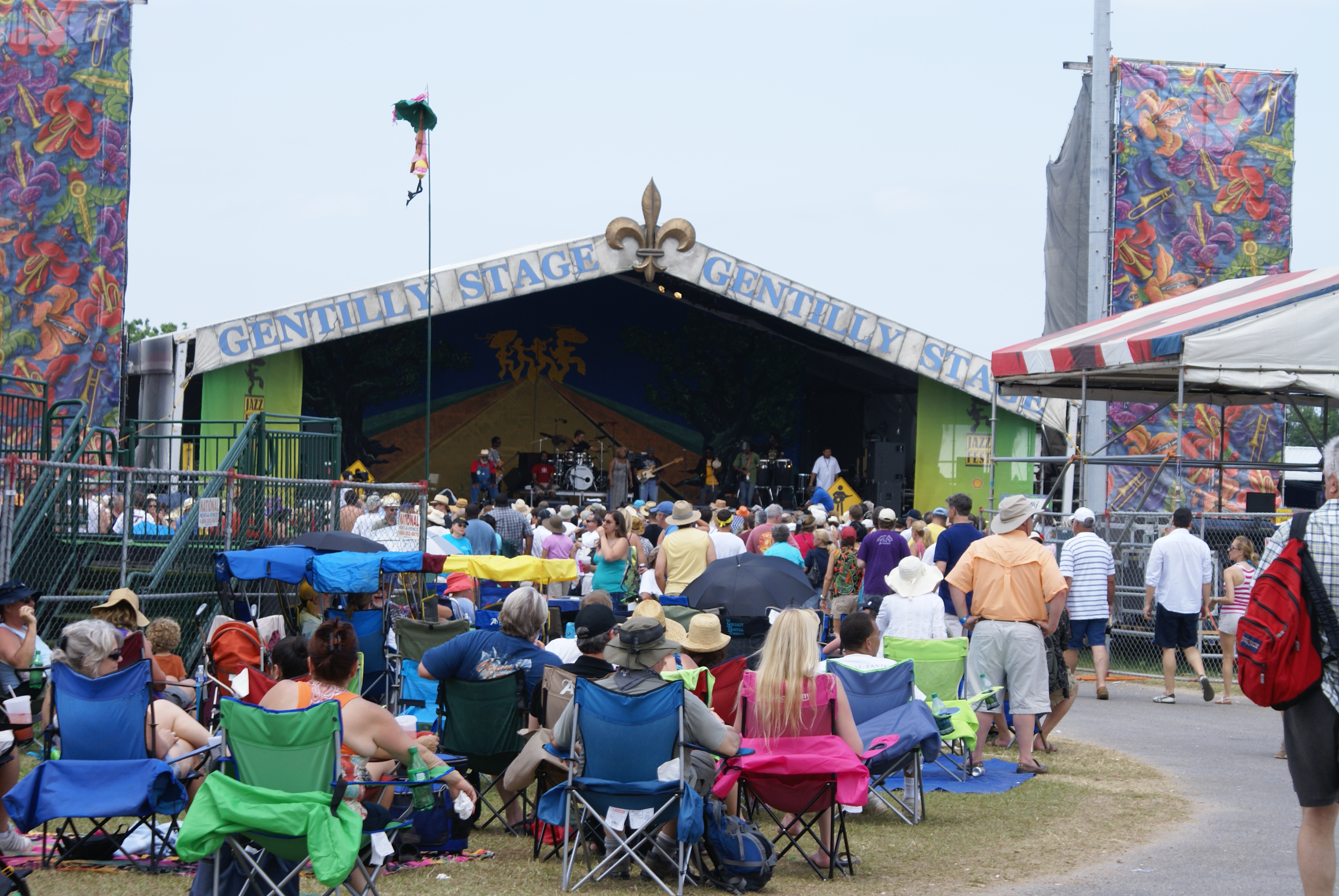
Een van de podia tijdens de editie van 2011

- Gentilly Stage – Tweede hoofdpodium
- The Congo Square Stage – Afro-centric en World Music
- Blues Tent – Blues
- Jazz Tent – Hedendaagse jazz
- Gospel Tent – Gospel
- Kids Tent – Kindermuziek en opvoeringen
- The Sheraton New Orleans Fais Do Do Stage – cajun & zydeco Music
- Jazz & Heritage Stage – Mardi Gras Indianen + Brass Bands
- Allison Miner Music Heritage – Paneldiscussies, Festivalinfo + Live Interviews
- Food Heritage Stage – Live Cooking demonstraties
- Cajun Cabin – Live Cajun Cooking demonstraties
- Economy Hall Tent – Traditionele New Orleans Jazz
- Lagniappe Stage – A potpourrie van geluid en stijl

## Discografie
- Various Artists, New Orleans Jazz & Heritage Festival 1976 (Island Records, met Allen Toussaint, Lee Dorsey, Irma Thomas, Earl King, Lightnin' Hopkins, Professor Longhair)
- Various Artists, 10th Anniversary New Orleans Jazz & Heritage Festival (Flying Fish Records 1979, met Clifton Chenier, Eubie Blake, Roosevelt Sykes, Louis Cottrell jr., Charles Mingus e.a.)
- Beausoleil Live from the New Orleans Jazz & Heritage Festival (SMV, 2005).
- Glen David Andrews Live at the New Orleans Jazz & Heritage Festival 2013 (MunckMix) met Trombone Shorty.
- Eric Clapton New Orleans Jazz & Heritage Festival 2014 (Beano)

## Overig
Naast het Jazz Fest organissert het festival een aantal kleinere festivals, zoals het in 2006 begonnen "Crescent City Blues & BBQ Festival"  en het "Louisiana Cajun-Zydeco Festival" sinds 2008.
De "Heritage School of Music" begon in 1990 als een gratis naschools programma op de campus van de Southern University. Eind 2014 werd de school gehuisvest in het "George and Joyce Wein Jazz & Heritage Centre" in de wijk Tremé. Het volledig gerenoveerde centrum, een voormalige uitvaartlokatie, heeft 7 ultramoderne klaslokalen die zijn uitgerust voor muziekonderwijs, een auditorium met 200 zitplaatsen en een opnamestudio.
De "New Orleans Jazz & Heritage Archive" biedt een database van alle artiesten en hun optredens.